# شيكينيو (لاعب كرة قدم مواليد 1974)
شيكينيو (بالبرتغالية: Chiquinho‏) هو لاعب كرة قدم برازيلي في مركز الوسط، ولد في 21 مارس 1974 في كامبيناس في البرازيل. لعب مع أوسكو باشينغ وبوروسيا مونشنغلادباخ وروت فايس آهلن وروت فايس أوبرهاوزن ونادي فوبرتال الرياضي ونادي نوشاتل زاماكس.

## وصلات خارجية
- شيكينيو (لاعب كرة قدم مواليد 1974) على موقع عالم كرة القدم.نت (الإنجليزية)